# Mendelevium-258
Mendelevium-258 of 258Md is een onstabiele radioactieve isotoop van mendelevium, een actinide en transuraan element. De isotoop komt van nature niet op Aarde voor. Met een halveringstijd van 51,5 dagen is het de langstlevende isotoop van het element.

## Radioactief verval
Mendelevium-258 vervalt vrijwel volledig via alfaverval tot de radio-isotoop einsteinium-254:
{\displaystyle {\ce {{^{258}_{101}Md}->{^{254}_{99}Es}+\,_{2}^{4}\alpha }}}
Verwaarloosbare gedeelten kunnen ook vervallen tot nobelium-258 (via β–-verval) en tot fermium-258 (via β+-verval).
{\displaystyle {\ce {{^{258}_{101}Md}->{^{258}_{102}No}+{e^{-}}+{\bar {\nu }}_{e}}}}
{\displaystyle {\ce {{^{258}_{101}Md}->{^{258}_{100}Fm}+{e^{+}}+{\nu }_{e}}}}
245Md · 245mMd · 246Md · 247Md · 247mMd · 248Md · 249Md · 249mMd · 250Md · 251Md · 252Md · 253Md · 254Md · 254mMd · 255Md · 256Md · 257Md · 258Md · 258mMd · 259Md · 260Md · 261Md · 262Md